# Jerzy Majkowski
Jerzy Majkowski (ur. 17 lutego 1928 w Bogatem, zm. 18 lipca 2019) – polski działacz konspiracji w czasie II wojny światowej, uczestnik powstania warszawskiego oraz powojenny działacz kombatancki, prof. zw. dr hab. n. med. Honorowy Obywatel m.st. Warszawa.

## Życiorys

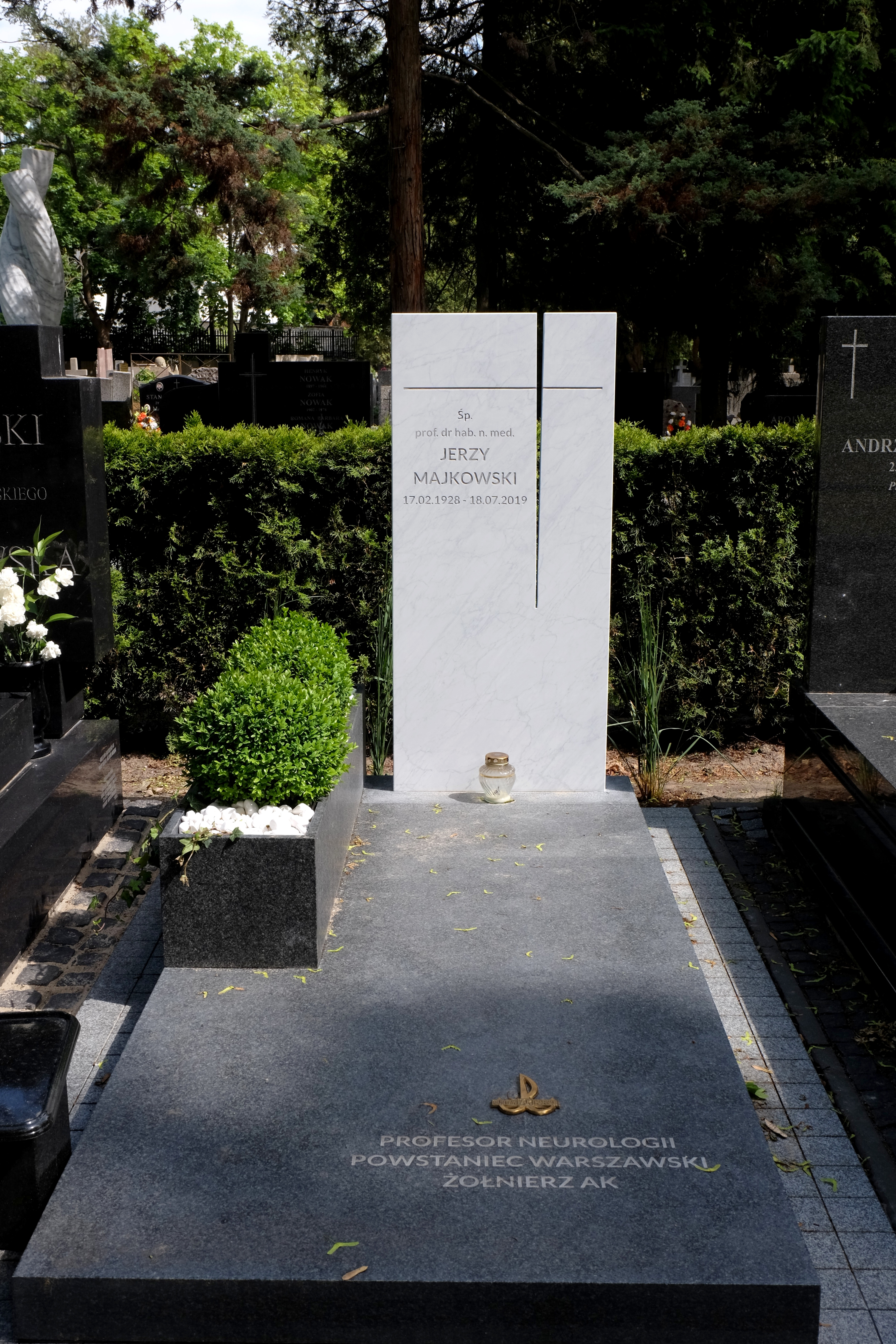
Grób prof. Jerzego Majkowskiego na Wojskowych Powązkach w Warszawie

Urodził się we wsi Bogate jako syn Kazimierza i Marii z domu Gronowskiej. W czasie okupacji niemieckiej uczył się na tajnych kompletach w Gimnazjum i Liceum Tomasza Niklewskiego przy ul. Złotej 58 w Warszawie. Od 1942 działał w Szarych Szeregach. Był uczestnikiem powstania warszawskiego w ramach batalionu NOW-AK – „Antoni” w zgrupowaniu „Paweł” oraz batalionu „Gustaw” w Zgrupowaniu „Róg”. 13 sierpnia 1944 został ranny w wyniku eksplozji „czołgu pułapki” na ulicy Kilińskiego. Po powstaniu trafił do niewoli niemieckiej. Do Polski powrócił w 1947.
Po wojnie studiował na Wydziale Lekarskim Uniwersytetu Warszawskiego i Akademii Medycznej w Warszawie. Dyplom lekarski uzyskał w 1952, a tytuł specjalisty II stopnia z neurologii w 1957, jednocześnie od 1952 pracując w Klinice Neurologii Akademii Medycznej w Warszawie gdzie od tego samego roku do 1973 piastował funkcję kierownika Pracowni EEG i Neurofizjologii Kliniki Neurologii. W latach 1973–1990 był kierownikiem Pracowni Neurologii Doświadczalnej CSK Akademii Medycznej w Warszawie. W 1974 był pełnomocnikiem rektora AM ds. organizacji Wydziału Lekarskiego II, którego następnie był dziekanem w latach 1975–1978. W 1976 uzyskał tytuł profesora nadzwyczajnego. W latach 1974–1979 kierował Oddziałem Neurologii Ośrodka Naukowo-Dydaktycznego AM w Warszawie, a następnie przebywał w USA, gdzie był między innymi profesorem wizytującym w New York University. Był organizatorem i kierownikiem w latach 1987–1998 Kliniki Neurologii i Epileptologii CMKP w Warszawie. W 1993 uzyskał tytuł profesora zwyczajnego nauk medycznych.
W dorobku naukowym miał między innymi około 500 publikacji w czasopismach krajowych i zagranicznych oraz 14 książek, których był autorem lub redaktorem.
Od 2003 był prezesem Środowiska Żołnierzy Batalionów AK „Gustawa” i „Harnasia” Światowego Związku Żołnierzy Armii Krajowej, był także członkiem zarządu ŚZŻAK. Należał do Związku Powstańców Warszawy. W 2018 był jednym z bohaterów organizowanej przez Ministerstwo Obrony Narodowej kampanii „Rycerze Biało-Czerwonej”. Z okazji 90. urodzin prof. Majkowskiego w 2018 spotkał się z nim premier RP Mateusz Morawiecki. W czerwcu 2019 został uhonorowany tytułem Honorowego Obywatela m.st. Warszawa oraz wszedł w skład Rady do Spraw Kombatantów i Osób Represjonowanych. Zmarł w lipcu 2019. Pochowany na Cmentarzu Wojskowym na Powązkach (kwatera G, rząd tuje, grób 11)

## Wybrane odznaczenia[5]
- Krzyż Kawalerski Orderu Odrodzenia Polski
- Krzyż Walecznych
- Krzyż Armii Krajowej
- Warszawski Krzyż Powstańczy
- Krzyż z Mieczami Orderu Krzyża Niepodległości za wybitne zasługi poniesione z niezwykłym poświęceniem w walce o suwerenność i niepodległość Państwa Polskiego (2015)[8]